# Anoncia
Anoncia é um gênero de traça pertencente à família Cosmopterigidae.